# Spongioblast
Een spongioblast is een kolomvormige gliacel die ontstaat in het embryonale neuroectoderm van de neurale buis. Het is een voorlopercel van een glioblast, waaruit astrocyten en oligodendrocyten ontstaan. Ze komen ook voor in het ventrikelstelsel dat zich  ontwikkelt tijdens de embryonale ontwikkeling vanuit de neurale buis. 

## Ventrikelstelsel
In het 15 mm grote embryo bevinden zich aan het ventriculaire oppervlak van het ventrikelstelsel spongioblasten, waaraan ze zijn bevestigd met een kort proximaal uitsteeksel. Twee soorten spongioblasten kunnen worden onderscheiden op basis van de wijze waarop lange distale uitlopers eindigen:
- typische spongioblasten met knotsvormige verlengingen die eindigen op het oppervlak van het zachte hersenvlies,
- vrij vertakkende spongioblasten met meerdere korte uitlopers die eindigen in de intermediaire en marginale laminae.

De terminale vertakkingen van vrij vertakkende spongioblasten kunnen ofwel de uitlopers van onvolwassen spongioblasten vertegenwoordigen die bestemd zijn om het oppervlak van het zachte hersenvlies te bereiken, of die speciale relaties hebben met de embryonale vaten en zenuwuitlopers.
|  |  |